# Agapetes prainiana
Agapetes prainiana là một loài thực vật có hoa trong họ Thạch nam. Loài này được Koord. mô tả khoa học đầu tiên năm 1912.